# Striaria imberbis
Striaria imberbis är en mångfotingart som beskrevs av Loomis 1936. Striaria imberbis ingår i släktet Striaria och familjen Striariidae. Inga underarter finns listade i Catalogue of Life.